# Liste de jeux PlayStation Portable téléchargeables
La liste de jeux PlayStation Portable téléchargeables répertorie alphabétiquement les jeux PlayStation Portable disponibles en téléchargement sur le PlayStation Store, toutes régions confondues.
Pour les jeux sorti sur support UMD, consultez la liste de jeux PlayStation Portable.
Légende :
- PSN = Exclusivité PlayStation Network (jamais sorti en UMD)
- minis = Mini-jeux PlayStation Network

- Haut – A
- B
- C
- D
- E
- F
- G
- H
- I
- J
- K
- L
- M
- N
- O
- P
- Q
- R
- S
- T
- U
- V
- W
- X
- Y
- Z

| Titre                                                            | Genre                                | Développeur                     |            |            |            |
| ---------------------------------------------------------------- | ------------------------------------ | ------------------------------- | ---------- | ---------- | ---------- |
| 0-9                                                              | 0-9                                  | 0-9                             | ZZ         | ZZ         | ZZ         |
| A                                                                | A                                    | A                               | ZZ         | ZZ         | ZZ         |
| AI Igo                                                           | Jeu de société - Jeu de go           | Marvelous Entertainment         | 20.11.2009 | Z          | Z          |
| AI Mahjong                                                       | Jeu de société - Mah-jong            | Marvelous Entertainment         | 20.11.2009 | Z          | Z          |
| AI Shōgi                                                         | Jeu de société - Shōgi               | Marvelous Entertainment         | 20.11.2009 | Z          | Z          |
| Alien Havoc minis                                                | Action                               | Creat Studios                   | Z          | Z          | 08.10.2009 |
| Alien Syndrome                                                   | Action                               | Totally Games                   | Z          | 30.09.2009 | 08.10.2009 |
| Ape Academy                                                      | Party game                           | Sony Computer Entertainment     | 24.09.2009 | Z          | 09.04.2009 |
| Ape Academy 2                                                    | Party game                           | Sony Computer Entertainment     | 24.09.2009 | Z          | 11.06.2009 |
| Ape Quest PSN                                                    | Rôle                                 | Sony Computer Entertainment     | 19.03.2009 | 10.01.2008 | 01.05.2008 |
| Archer MacLean's Mercury                                         | Puzzle                               | Ignition Entertainment          | Z          | Z          | 09.07.2009 |
| Assassin's Creed: Bloodlines                                     | Action-aventure                      | Griptonite Games                | Z          | Z          | 19.11.2009 |
| James Cameron's Avatar: The Game                                 | Action                               | Ubisoft                         | Z          | Z          | 10.12.2009 |
| B                                                                | B                                    | B                               | ZZ         | ZZ         | ZZ         |
| B-Boy                                                            | Rythme                               | FreeStyle Games                 | Z          | Z          | 20.11.2007 |
| Beaterator                                                       | Rythme                               | Rockstar Leeds                  | Z          | Z          | 02.10.2009 |
| Beats                                                            | Rythme                               | Sony Computer Entertainment     | Z          | Z          | 20.11.2007 |
| Ben 10: Alien Force                                              | Action-aventure                      | High Voltage Software           | Z          | Z          | 03.12.2009 |
| Blast Off minis                                                  |                                      | Halfbrick Studios               | Z          | 24.11.2009 | 26.11.2009 |
| Bleach: Heat the Soul 6                                          | Combat                               | Eighting                        | 14.05.2009 | Z          | Z          |
| Bleach: Soul Carnival                                            | Action                               | Sony Computer Entertainment     | 23.10.2008 | Z          | Z          |
| Bleach: Soul Carnival 2                                          | Action                               | Sony Computer Entertainment     | 10.12.2009 | Z          | Z          |
| Bliss Island                                                     | Puzzle                               | PomPom Games                    | Z          | Z          | 05.02.2009 |
| Bloons minis                                                     | Puzzle                               | Hands-On Mobile                 | Z          | Z          | 01.10.2009 |
| BrainPipe minis                                                  | Puzzle                               | Hands-On Mobile                 | Z          | Z          | 01.10.2009 |
| BreakQuest minis                                                 | Casse-briques                        | Beatshapers                     | Z          | Z          | 08.10.2009 |
| Breath of Fire III                                               | Rôle                                 | Capcom                          | Z          | Z          | 26.11.2009 |
| Brothers in Arms: D-Day                                          | FPS                                  | Gearbox Software                | Z          | Z          | 16.07.2009 |
| Bubble Trubble minis                                             | Puzzle                               | Creat Studios                   | Z          | Z          | 19.11.2009 |
| Burnout Dominator                                                | Course                               | Electronic Arts                 | Z          | Z          | 25.09.2008 |
| Burnout Legends                                                  | Course                               | Electronic Arts                 | Z          | Z          | 25.09.2008 |
| Buzz! Brain Twister                                              | Quiz                                 | Curve Studios                   | Z          | Z          | 18.12.2008 |
| Buzz! Le plus malin des français                                 | Quiz                                 | Curve Studios                   | Z          | Z          | 26.03.2009 |
| Buzz! Master Quiz                                                | Quiz                                 | Relentless Software             | Z          | Z          | 29.01.2009 |
| Buzz! Quiz World                                                 | Quiz                                 | Relentless Software             | Z          | Z          | 17.12.2009 |
| C                                                                | C                                    | C                               | ZZ         | ZZ         | ZZ         |
| Capcom Classics Collection Reloaded                              | Compilation                          | Capcom                          | Z          | Z          | 03.12.2009 |
| Capcom Puzzle World                                              | Puzzle (Compilation)                 | Sensory Sweep                   | Z          | Z          | 19.11.2009 |
| Cérébral Challenge PSN                                           | Réflexion                            | Gameloft                        | Z          | Z          | 11.12.2008 |
| Chessmaster : Entraînez-vous aux Échecs                          | Société - Échecs                     | Ubisoft                         | Z          | Z          | 23.04.2009 |
| Colin McRae: Dirt 2                                              | Course                               | Codemasters                     | 05.11.2009 | Z          | 24.09.2009 |
| Colin McRae Rally 2005 Plus                                      | Course                               | Six by Nine                     | Z          | Z          | 20.08.2009 |
| Cover Girl PSN                                                   | Magazine interactif                  | Ubisoft                         | Z          | Z          | 15.10.2009 |
| Crazy Taxi: Fare Wars                                            | Course (Compilation)                 | Sniper Studios                  | Z          | Z          | 08.10.2009 |
| Crush                                                            | Réflexion                            | Zoë Mode                        | Z          | Z          | 01.10.2009 |
| Crystal Defenders PSN                                            | Tower defense                        | Square Enix                     | 29.10.2009 | Z          | 29.10.2009 |
| Cube: 3D Puzzle Mayhem                                           | Puzzle                               | Metia Interactive               | Z          | Z          | 13.11.2008 |
| D                                                                | D                                    | D                               | ZZ         | ZZ         | ZZ         |
| Darkstalkers Chronicle: The Chaos Tower                          | Combat                               | Capcom                          | Z          | Z          | 19.11.2009 |
| Daxter                                                           | Plates-formes                        | Ready at Dawn Studios           | Z          | Z          | 08.10.2009 |
| Dead Head Fred                                                   | Action-aventure                      | Vicious Cycle Software          | Z          | 16.10.2008 | 24.12.2008 |
| Def Jam Fight For NY: The Takeover                               | Combat                               | AKI Corporation                 | Z          | Z          | 30.10.2008 |
| Disgaea: Afternoon of Darkness                                   | Tactical RPG                         | Nippon Ichi Software            | Z          | Z          | 19.11.2009 |
| Donkey Xote                                                      | Action                               | Revistronic                     | Z          | Z          | 02.07.2009 |
| Dracula: Undead Awakening minis                                  |                                      | Chilingo                        | Z          | Z          | 26.11.2009 |
| Dragoneer's Aria                                                 | Rôle                                 | Hitmaker                        | Z          | Z          | 29.10.2009 |
| Driver 76                                                        | Action / Course                      | Sumo Digital                    | Z          | Z          | 30.04.2009 |
| Dynasty Warriors                                                 | Beat them all                        | Omega Force                     | Z          | Z          | 27.08.2009 |
| Dynasty Warriors: Strikeforce                                    | Beat them all                        | Omega Force                     | Z          | Z          | 08.10.2009 |
| DynoGems minis                                                   | Puzzle                               | StormBASIC                      | Z          | Z          | 10.12.2009 |
| E                                                                | E                                    | E                               | ZZ         | ZZ         | ZZ         |
| Echoes minis                                                     | Puzzle                               | Halfbrick Studios               | Z          | Z          | 19.11.2009 |
| Elemental Monster TD Portable PSN                                | Tower defense                        | Hudson Soft                     | 30.10.2009 | 04.11.2009 | 03.12.2009 |
| EndWar                                                           | Stratégie en temps réel              | Funatics Software               | Z          | Z          | 22.01.2009 |
| Entraîneur 2006, L'                                              | Sport / Gestion                      | Gusto Games                     | Z          | Z          | 09.07.2009 |
| Everybody's Golf                                                 | Sport - Golf                         | Clap Hanz                       | Z          | Z          | 19.03.2009 |
| Everybody's Golf 2                                               | Sport - Golf                         | Clap Hanz                       | 05.03.2009 | Z          | 11.06.2009 |
| Exit                                                             | Action / Réflexion                   | Taito                           | 01.10.2009 | Z          | 23.04.2009 |
| Exit 2                                                           | Action / Réflexion                   | Taito                           | Z          | Z          | 01.10.2009 |
| F                                                                | F                                    | F                               | ZZ         | ZZ         | ZZ         |
| F1 2009                                                          | Course - Formule 1                   | Sumo Digital                    | 17.12.2009 | Z          | 10.12.2009 |
| Fading Shadows                                                   | Réflexion                            | Ivolgamus                       | Z          | Z          | 21.05.2009 |
| Fate/unlimited codes                                             | Combat                               | Eighting                        | Z          | 03.09.2009 | 10.09.2009 |
| Fieldrunners minis                                               | Tower defense                        | Subatomic Studios               | Z          | Z          | 01.10.2009 |
| FIFA 09                                                          | Sport - Football                     | Electronic Arts                 | 31.08.2009 | Z          | 13.11.2008 |
| FIFA 10                                                          | Sport - Football                     | Electronic Arts                 | 10.12.2009 | Z          | 02.10.2009 |
| Fight Night Round 3                                              | Sport - Boxe                         | Electronic Arts                 | Z          | Z          | 29.01.2009 |
| Final Armada                                                     | Action                               | I-Imagine Interactive           | Z          | Z          | 09.07.2009 |
| flOw                                                             | Simulation de vie                    | SuperVillain Studios            | 24.04.2008 | 06.03.2008 | 24.04.2008 |
| Football Manager Handheld 2009                                   | Sport / Gestion                      | Sports Interactive              | Z          | Z          | 18.12.2008 |
| Football Manager Handheld 2010                                   | Sport / Gestion                      | Sports Interactive              | Z          | Z          | 30.10.2009 |
| Fortix minis                                                     | Réflexion                            | Complete-IT                     | Z          | Z          | 01.10.2009 |
| Free Running                                                     | Sport                                | Rebellion Software              | Z          | Z          | 08.01.2009 |
| Full Auto 2: Battlelines                                         | Course / Action                      | Deep Fried Entertainment        | Z          | Z          | 01.10.2009 |
| Funky Punch minis                                                | Combat                               | Solus Games                     | Z          | Z          | 01.10.2009 |
| G                                                                | G                                    | G                               | ZZ         | ZZ         | ZZ         |
| Gangs of London                                                  | Action / GTA-like                    | Team Soho                       | Z          | Z          | 24.07.2008 |
| Generation of Chaos                                              | Stratégie au tour par tour           | Idea Factory                    | Z          | Z          | 26.02.2009 |
| Ghost Recon Advanced Warfighter 2                                | Tir à la première personne           | High Voltage Software           | Z          | Z          | 05.02.2009 |
| Go! Puzzle                                                       | Puzzle                               | Cohort Studios                  | Z          | Z          | 20.11.2007 |
| Go! Sudoku                                                       | Réflexion                            | Sumo Digital                    | Z          | Z          | 20.11.2007 |
| God of War: Chains of Olympus                                    | Beat them all                        | Ready at Dawn Studios           | Z          | Z          | 01.10.2009 |
| Gottlieb Pinball Classics                                        | Flipper                              | FarSight Studios                | Z          | Z          | 01.10.2009 |
| Gran Turismo                                                     | Course                               | Polyphony Digital               | 01.10.2009 | Z          | 01.10.2009 |
| Grand Theft Auto: Chinatown Wars                                 | Tir à la troisième personne / Action | Rockstar Leeds                  | Z          | Z          | 23.10.2009 |
| Grand Theft Auto: Liberty City Stories                           | Tir à la troisième personne / Action | Rockstar Games                  | Z          | Z          | 01.10.2009 |
| Grand Theft Auto: Vice City Stories                              | Tir à la troisième personne / Action | Rockstar Games                  | Z          | Z          | 01.10.2009 |
| Guilty Gear Judgment                                             | Combat                               | Arc System Works                | Z          | Z          | 24.12.2008 |
| H                                                                | H                                    | H                               | ZZ         | ZZ         | ZZ         |
| Half-Minute Hero                                                 | Action-RPG                           | Opus                            | 07.01.2010 | Z          | Z          |
| Hannah Montana: Rock Out the Show                                | Rythme                               | Disney Interactive              | Z          | Z          | 22.10.2009 |
| Heracles: Chariot Racing minis                                   | Course                               | Neko Entertainment              | Z          | Z          | 10.12.2009 |
| Hero of Sparta minis                                             | Action                               | Gameloft                        | Z          | Z          | 01.10.2009 |
| Holy Invasion of Privacy, Badman! What Did I Do To Deserve This? | Stratégie en temps réel / Gestion    | Acquire                         | 22.10.2009 | 16.07.2009 | 08.10.2009 |
| I                                                                | I                                    | I                               | ZZ         | ZZ         | ZZ         |
| IL-2 Sturmovik: Birds of Prey                                    | Simulateur de vol                    | Dynamic Systems                 | Z          | Z          | 01.10.2009 |
| Impossible Mission                                               | Action / Plates-formes               | System 3                        | Z          | Z          | 08.10.2009 |
| International Athletics                                          | Sport - Athlétisme                   | The Code Monkeys                | Z          | Z          | 19.02.2009 |
| International Snooker minis                                      | Sport - Snooker                      | Big Head Games                  | Z          | Z          | 22.12.2009 |
| Iron Man                                                         | Action                               | Artificial Mind & Movement      | Z          | Z          | 01.10.2009 |
| J                                                                | J                                    | J                               | ZZ         | ZZ         | ZZ         |
| Jak and Daxter: The Lost Frontier                                | Action-aventure                      | High Impact Games               | Z          | Z          | 19.11.2009 |
| K                                                                | K                                    | K                               | ZZ         | ZZ         | ZZ         |
| Kahoots minis                                                    | Puzzle                               | Honeyslug                       | Z          | Z          | 01.10.2009 |
| Key of Heaven                                                    | Action-RPG                           | Climax Entertainment            | Z          | Z          | 07.05.2009 |
| Killzone: Liberation                                             | Action                               | Guerrilla Games                 | Z          | Z          | 05.06.2008 |
| King of Pool                                                     | Sport - Billard                      | Ivolgamus                       | Z          | Z          | 09.07.2009 |
| L                                                                | L                                    | L                               | ZZ         | ZZ         | ZZ         |
| LEGO Indiana Jones : la Trilogie originale                       | Action-aventure                      | Traveller's Tales               | Z          | Z          | 26.11.2009 |
| Lemmings                                                         | Réflexion                            | Team 17                         | 22.10.2009 | Z          | 09.04.2009 |
| Let's Golf! minis                                                | Sport - Golf                         | Gameloft                        | Z          | Z          | 10.12.2009 |
| LittleBigPlanet                                                  | Plates-formes                        | Sony Computer Entertainment     | 03.12.2009 | Z          | 19.11.2009 |
| LocoRoco                                                         | Plates-formes                        | Sony Computer Entertainment     | 24.09.2009 | Z          | 07.05.2009 |
| LocoRoco 2                                                       | Plates-formes                        | Sony Computer Entertainment     | 04.12.2008 | Z          | 27.11.2008 |
| LocoRoco Midnight Carnival PSN                                   | Plates-formes                        | Sony Computer Entertainment     | 01.11.2009 | Z          | 29.10.2009 |
| M                                                                | M                                    | M                               | ZZ         | ZZ         | ZZ         |
| Madden NFL 10                                                    | Sport - Football américain           | Electronic Arts                 | Z          | Z          | 14.08.2009 |
| Mahjongg Artifacts: Chapter 2 minis                              | Puzzle                               | G5 Entertainment                | Z          | Z          | 01.10.2009 |
| Major League Baseball 2K9                                        | Sport - Baseball                     | 2K Sports                       | Z          | Z          | 04.06.2009 |
| Mana Khemia: Student Alliance                                    | Rôle                                 | Gust                            | Z          | Z          | 19.11.2009 |
| Manhunt 2                                                        | Action / Infiltration                | Rockstar London                 | Z          | Z          | 01.10.2009 |
| Marvel Super Hero Squad                                          | Action                               | THQ                             | Z          | Z          | 22.10.2009 |
| Mawaskes                                                         | Puzzle                               | Irem                            | 05.11.2009 | Z          | 17.12.2009 |
| Medal of Honor: Heroes                                           | Tir à la première personne           | Electronic Arts                 | Z          | Z          | 21.08.2008 |
| Medal of Honor: Heroes 2                                         | Tir à la première personne           | Electronic Arts                 | Z          | Z          | 28.08.2008 |
| MediEvil Resurrection                                            | Action-aventure                      | SCE Studio Cambridge            | Z          | Z          | 29.05.2008 |
| Mega Man Maverick Hunter X                                       | Plates-formes                        | Capcom                          | Z          | Z          | 19.11.2009 |
| Mercury Meltdown                                                 | Puzzle                               | Ignition Entertainment          | Z          | Z          | 19.11.2009 |
| Metal Gear Solid: Digital Graphic Novel                          | Fiction interactive                  | Kojima Productions              | 01.11.2009 | Z          | 10.12.2009 |
| Metal Gear Solid: Portable Ops                                   | Infiltration / Action                | Kojima Productions              | 01.11.2009 | Z          | 10.12.2009 |
| Metal Gear Solid: Portable Ops Plus                              | Infiltration / Action                | Kojima Productions              | 01.11.2009 | Z          | 10.12.2009 |
| Midnight Club: L.A. Remix                                        | Course                               | Rockstar London                 | Z          | Z          | 01.10.2009 |
| Midnight Club 3: DUB Edition                                     | Course                               | Rockstar Leeds                  | Z          | Z          | 01.10.2009 |
| Mission G                                                        | Action                               | Keen Games                      | Z          | Z          | 22.10.2009 |
| Monster Hunter Freedom Unite                                     | Action-aventure                      | Capcom                          | Z          | Z          | 02.07.2009 |
| MotorStorm: Arctic Edge                                          | Course                               | Bigbig Studios                  | 01.11.2009 | Z          | 01.10.2009 |
| N                                                                | N                                    | N                               | ZZ         | ZZ         | ZZ         |
| NBA 2K10                                                         | Sport - Basket-ball                  | Visual Concepts                 | Z          | Z          | 26.11.2009 |
| NBA Live 09                                                      | Sport - Basket-ball                  | Electronic Arts                 | 31.08.2009 | Z          | Z          |
| Need for Speed: Most Wanted                                      | Course                               | EA Black Box                    | Z          | Z          | 16.04.2009 |
| Need for Speed: ProStreet                                        | Course                               | EA Black Box                    | Z          | Z          | 23.04.2009 |
| Need for Speed: Shift                                            | Course                               | EA Bright Light                 | 12.11.2009 | Z          | 18.09.2009 |
| No Gravity: The Plague of Mind PSN                               | Shoot them up                        | Realtech VR                     | Z          | Z          | 05.03.2009 |
| Numblast PSN                                                     | Puzzle                               | Sony Computer Entertainment     | 01.12.2009 | 05.11.2009 | 02.07.2009 |
| O                                                                | O                                    | O                               | ZZ         | ZZ         | ZZ         |
| ObsCure: The Aftermath                                           | Survival horror                      | Hydravision                     | Z          | Z          | 26.11.2009 |
| P                                                                | P                                    | P                               | ZZ         | ZZ         | ZZ         |
| Patapon                                                          | Rythme                               | Sony Computer Entertainment     | 24.09.2009 | Z          | 14.02.2008 |
| Patapon 2                                                        | Rythme                               | Sony Computer Entertainment     | 10.12.2009 | Z          | 12.03.2009 |
| Phantasy Star Portable 2                                         | Action-aventure                      | Alfa System                     | 03.12.2009 | Z          | Z          |
| Pinball Dreams minis                                             | Flipper                              | Cowboy Rodeo                    | Z          | Z          | 19.11.2009 |
| Pinball Fantasies minis                                          | Flipper                              | Cowboy Rodeo                    | Z          | Z          | 01.10.2009 |
| Pirates des Caraïbes : Jusqu'au bout du monde                    | Action                               | Eurocom                         | Z          | Z          | 03.09.2009 |
| Pirates des Caraïbes : Le Secret du coffre maudit                | Action                               | Griptonic Games                 | Z          | Z          | 06.08.2009 |
| PixelJunk Monsters Deluxe                                        | Tower defense                        | Q-Games                         | 01.11.2009 | 01.10.2009 | 01.10.2009 |
| Power Stone Collection                                           | Combat (compilation)                 | Capcom                          | Z          | Z          | 26.11.2009 |
| Practical IQ                                                     | Réflexion                            | Now Production                  | Z          | Z          | 23.10.2008 |
| Prince of Persia: Revelations                                    | Action / Plates-formes               | Ubisoft Montréal                | Z          | Z          | 30.04.2009 |
| Prinny: Can I Really Be the Hero?                                | Action / Plates-formes               | Nippon Ichi Software            | 26.11.2009 | Z          | 03.09.2009 |
| Pursuit Force                                                    | Action / Course                      | Bigbig Studios                  | Z          | Z          | 26.06.2008 |
| Pursuit Force: Extreme Justice                                   | Action / Course                      | Bigbig Studios                  | Z          | Z          | 09.04.2009 |
| Puyo Puyo 7                                                      | Puzzle                               | Sonic Team                      | 26.11.2009 | Z          | Z          |
| Puzzle Quest: Challenge of the Warlords                          | Puzzle / Rôle                        | Infinite Interactive            | Z          | Z          | 23.10.2008 |
| Puzzle Scape minis                                               | Puzzle                               | Farmind                         | Z          | Z          | 01.10.2009 |
| Q                                                                | Q                                    | Q                               | ZZ         | ZZ         | ZZ         |
| R                                                                | R                                    | R                               | ZZ         | ZZ         | ZZ         |
| R-Type Tactics                                                   | Shoot them up tactique               | Irem                            | 24.09.2009 | Z          | Z          |
| R-Type Tactics II: Operation Bitter Chocolate                    | Shoot them up tactique               | Irem                            | 10.12.2009 | Z          | Z          |
| Ratchet and Clank : La taille, ça compte                         | Plates-formes                        | High Impact Games               | Z          | Z          | 19.03.2009 |
| Real Madrid: The Game                                            | Sport - Football                     | Atomic Planet                   | Z          | Z          | 13.08.2009 |
| Red Bull X-Fighters minis                                        | Sport - Moto-cross                   | Xendex Holding                  | Z          | Z          | 07.10.2009 |
| Resistance: Retribution                                          | Tir à la troisième personne          | Sony Computer Entertainment     | 12.03.2009 | Z          | 19.03.2009 |
| Ridge Racer                                                      | Course                               | Namco                           | 01.11.2009 | Z          | Z          |
| Riff: Everyday Shooter PSN                                       | Shoot them up                        | Queasy Games                    | 11.06.2009 | 04.12.2008 | 22.01.2009 |
| Riviera : la Terre Promise                                       | Rôle                                 | Sting Entertainment             | Z          | Z          | 20.08.2009 |
| S                                                                | S                                    | S                               | ZZ         | ZZ         | ZZ         |
| Samurai Warriors: State of War                                   | Beat them all                        | Omega Force                     | Z          | Z          | 30.07.2009 |
| Savage Moon: The Hera Campaign PSN                               | Tower defense                        | FluffyLogic                     | Z          | Z          | 22.12.2009 |
| Mega Drive Collection                                            | Compilation                          | Digital Eclipse                 | Z          | Z          | 08.10.2009 |
| Seigneur des Anneaux, Le : Tactics                               | Tactical RPG                         | Amaze Entertainment             | Z          | Z          | 10.12.2009 |
| Sid Meier's Pirates!                                             | Stratégie en temps réel              | Full Fat                        | Z          | Z          | 21.08.2008 |
| Sims 2, Les                                                      | Simulation de vie                    | Maxis                           | Z          | Z          | 17.12.2009 |
| Sims 2, Les : Animaux et Cie                                     | Simulation de vie                    | Maxis                           | Z          | Z          | 10.12.2009 |
| Skate Park City                                                  | Sport - Skateboard                   | Zeroscale                       | Z          | Z          | 30.04.2009 |
| SOCOM: U.S. Navy SEALs - Fireteam Bravo                          | Tir à la troisième personne          | Zipper Interactive              | Z          | Z          | 19.03.2009 |
| SOCOM: U.S. Navy SEALs - Fireteam Bravo 2                        | Tir à la troisième personne          | Zipper Interactive              | Z          | Z          | 07.05.2009 |
| Sonic Rivals 2                                                   | Action / Course                      | Backbone Entertainment          | Z          | Z          | 08.10.2009 |
| S.O.S. Fantômes le Jeu Vidéo                                     | Action                               | Red Fly Studio                  | Z          | Z          | 05.11.2009 |
| SoulCalibur: Broken Destiny                                      | Combat                               | Namco                           | 01.11.2009 | Z          | 01.10.2009 |
| Spinout                                                          | Course / Réflexion                   | Icon Games                      | Z          | Z          | 19.03.2009 |
| Splinter Cell: Essentials                                        | Tir à la troisième personne          | Ubisoft                         | Z          | Z          | 19.03.2009 |
| Spot the Differences! minis                                      | Réflexion                            | Sanuk Games                     | Z          | Z          | 05.10.2009 |
| Stand O'Food minis                                               | Gestion                              | G5 Entertainment                | Z          | Z          | 03.12.2009 |
| Star Wars Battlefront: Elite Squadron                            | Tir à la troisième personne          | Rebellion                       | Z          | Z          | 05.11.2009 |
| Star Wars Battlefront: Renegade Squadron                         | Tir à la troisième personne          | Rebellion                       | Z          | Z          | 26.11.2009 |
| Star Wars: Battlefront II                                        | Tir à la troisième personne          | Savage Entertainment            | Z          | Z          | 19.11.2009 |
| Star Wars: The Clone Wars - Les Héros de la République           | Action                               | Krome Studios                   | Z          | Z          | 26.11.2009 |
| StateShift                                                       | Course / Action                      | Midas Interactive Entertainment | Z          | Z          | 19.02.2009 |
| Street Fighter Alpha 3 Max                                       | Combat                               | Capcom                          | Z          | Z          | 22.10.2009 |
| Sudoku minis                                                     | Réflexion                            | Electronic Arts                 | Z          | Z          | 08.10.2009 |
| Super Fruit Fall                                                 | Puzzle                               | System 3                        | Z          | Z          | 26.11.2009 |
| Super Hind                                                       | Action                               | Mountain Sheep                  | Z          | Z          | 02.07.2009 |
| Super Monkey Ball Adventure                                      | Plates-formes                        | Traveller's Tales               | Z          | Z          | 01.10.2009 |
| Super Pocket Tennis                                              | Sport - Tennis                       | HuneX                           | Z          | Z          | 22.01.2009 |
| Super Stardust Portable PSN                                      | Shoot them up                        | Housemarque                     | 18.12.2008 | 04.12.2008 | 25.11.2008 |
| Syphon Filter: Combat Ops                                        | Tir à la troisième personne          | Sony Computer Entertainment     | Z          | 20.11.2007 | 24.01.2008 |
| Syphon Filter: Dark Mirror                                       | Tir à la troisième personne          | Sony Computer Entertainment     | Z          | Z          | 09.04.2009 |
| Syphon Filter: Logan's Shadow                                    | Tir à la troisième personne          | Sony Computer Entertainment     | Z          | Z          | 11.06.2009 |
| T                                                                | T                                    | T                               | ZZ         | ZZ         | ZZ         |
| Tekken 6                                                         | Combat                               | Namco Bandai Games              | 01.11.2009 | Z          | 11.12.2009 |
| Tetris minis                                                     | Puzzle                               | Electronic Arts                 | 01.11.2009 | Z          | 08.10.2009 |
| Thexder Neo PSN                                                  | Action                               | Square Enix                     | 01.10.2009 | Z          | 01.10.2009 |
| Thrillville : Le Parc en folie                                   | Gestion                              | Frontier Developments           | Z          | Z          | 22.12.2009 |
| Tiger Woods PGA Tour 10                                          | Sport - Golf                         | Electronic Arts                 | Z          | Z          | 03.07.2009 |
| TMNT : Les Tortues Ninja                                         | Action                               | Ubisoft Montréal                | Z          | Z          | 25.06.2009 |
| Tokobot                                                          | Action / Réflexion                   | Tecmo                           | Z          | Z          | 04.06.2009 |
| Tomb Raider: Anniversary                                         | Action-aventure                      | Crystal Dynamics                | Z          | Z          | 16.07.2009 |
| Tomb Raider: Legend                                              | Action-aventure                      | Crystal Dynamics                | Z          | Z          | 08.10.2009 |
| Twisted Metal: Head-On                                           | Combat motorisé                      | Incognito Entertainment         | Z          | Z          | 19.03.2009 |
| U                                                                | U                                    | U                               | ZZ         | ZZ         | ZZ         |
| Unbound Saga PSN                                                 | Beat them all                        | Vogster Entertainment           | Z          | 16.07.2009 | 30.07.2009 |
| Undead Knights                                                   | Action                               | Koei Tecmo Games                | 24.12.2009 | Z          | Z          |
| V                                                                | V                                    | V                               | ZZ         | ZZ         | ZZ         |
| Vempire minis                                                    | Puzzle                               | Impressionware                  | Z          | Z          | 01.10.2009 |
| W                                                                | W                                    | W                               | ZZ         | ZZ         | ZZ         |
| Warriors, The                                                    | Beat them all                        | Rockstar Toronto                | Z          | Z          | 19.11.2009 |
| Wagic : The Homebrew                                             | Cartes                               | Wololo                          | Z          | Z          | Z          |
| Warriors Orochi                                                  | Beat them all                        | Omega Force                     | 01.11.2009 | Z          | 20.08.2009 |
| Warriors Orochi 2                                                | Beat them all                        | Omega Force                     | Z          | Z          | 17.12.2009 |
| Wild Arms XF                                                     | Tactical RPG                         | Media.Vision                    | 26.11.2009 | Z          | 20.08.2009 |
| WipEout Pulse                                                    | Course futuriste                     | SCE Studio Liverpool            | Z          | Z          | 11.06.2009 |
| WipEout Pure                                                     | Course futuriste                     | SCE Studio Liverpool            | 24.09.2009 | Z          | 15.05.2008 |
| World of Pool                                                    | Sport - Billard                      | Ghostlight                      | Z          | Z          | 19.02.2009 |
| World Tour Soccer 2                                              | Sport - Football                     | SCE London Studio               | Z          | Z          | 07.05.2009 |
| WWE SmackDown vs. Raw 2010                                       | Combat - Catch                       | Yuke's                          | Z          | Z          | 24.10.2009 |
| WWII: Battle Over the Pacific                                    | Action                               | Midas Interactive Entertainment | Z          | Z          | 26.02.2009 |
| X                                                                | X                                    | X                               | ZZ         | ZZ         | ZZ         |
| Y                                                                | Y                                    | Y                               | ZZ         | ZZ         | ZZ         |
| Yetisports minis                                                 | Sport                                | Xendex                          | Z          | Z          | 17.10.2009 |
| Yummy Yummy Cooking Jam minis                                    | Simulation                           | Virtual Toys                    | Z          | Z          | 08.10.2009 |
| Z                                                                | Z                                    | Z                               | ZZ         | ZZ         | ZZ         |
| Zombie Tycoon minis                                              | Gestion                              | Frima Studio                    | Z          | Z          | 29.10.2009 |

- Haut – A
- B
- C
- D
- E
- F
- G
- H
- I
- J
- K
- L
- M
- N
- O
- P
- Q
- R
- S
- T
- U
- V
- W
- X
- Y
- Z